# Lubomír Martínek
Lubomír Martínek (České Budějovice, 9 de mayo de 1954) es un novelista y ensayista checo.

## Biografía
Tras la muerte de su padre en 1955, Lubomír Martínek y su madre se trasladaron desde České Budějovice a Praga. En 1974 Martínek se graduó en una escuela de ingeniería, ejerciendo luego como ingeniero. Más adelante pasó a trabajar como tramoyista en el Teatro de la Balaustrada de la capital checa.
Emigró a Francia en 1979, siendo uno de sus muchos trabajos el de marinero, lo que le llevó a viajar por todo el mundo, hecho que se refleja en numerosos textos de su obra. Actualmente alterna su residencia entre la República Checa y Francia.

## Obra
El primer libro de Lubomír Martínek fue Představení, distribuido en forma de «samizdat» en 1989. Colecciones posteriores como Persona non grata (1988), Sine loco – sine anno, Palubní nocturnal (1990), Errata (1990) y Quiproquo (1991) fueron publicados fuera de Checoslovaquia. Linka číslo 2 (en español «Línea 2», 1992) fue el primer libro publicado en el país del autor y hace referencia a la línea más larga del metro de París. Su experiencia como viajero —recorrió el mundo como marinero, véase más arriba— queda plasmada en su colección de literatura de viajes Mys dobré beznaděje (1994).
Su trabajo en prosa Opilost z hloubky (2000) trata sobre las dificultades que encuentra un emigrante al regresar a su tierra natal. Ha sido calificado como uno de los textos más complejos y rico en matices entre los que abordan el tema del retorno del emigrante. La obra comprende cuatro distintos «retornos»: una nativa polinesia que vuelve a su isla tras años de recorrer el mundo, una mujer francesa que se asienta en Praga huyendo del conservadurismo francés, un fotógrafo checo que se enfrenta a su «regreso forzado» a Praga y, por último, un emigrante-vagabundo que viaja a Polinesia buscando deshacerse de la amargura que siente en la República Checa.
Su posterior Mezi polednem a půlnocí (2001) viene a ser el detallado informe de un marinero sobre los distintos personajes que se pueden encontrar durante un viaje. Por su parte, la colección de relatos Olej do ohně (2007) recibió el premio Magnesia Litera, en la sección de prosa, en 2008. El que da inicio a la colección ha sido considerado unos de los relatos más desgarradores que se han escrito en la literatura checa en los últimos años.
Dentro de su producción ensayística destaca Mýtus o Lynkeovi (2008), galardonada con el premio Tom Stoppard en 2009. Martínek utiliza la alegoría de los argonautas para indagar sobre lo que significa ver y entender: en concreto, reflexiona sobre cómo la educación recibida acaba con la personalidad individual y lleva a interpretar la realidad de forma automática. Esta misma línea de pensamiento también está presente en Muškátový oříšek (2012), si bien es este un texto autobiográfico; un viaje a Indonesia sirve para que el autor se redefina a sí mismo en relación con el tipo de vida convencional.
Su obra Let želvy (2013) es también un conjunto de relatos vinculados entre sí por el personaje de Leon, viajero e investigador, así como prudente observador de las escenas y acontecimientos en los que se ve inmerso. Sobre este personaje, la periodista Lucie Holá ha escrito «¿Cuáles son los principales valores para Leon? Ante todo, él dice que no existe una respuesta universal para todas las situaciones».

## Estilo
Las novelas de Lubomír Martínek son consideradas intelectuales, de compleja estructura y carentes de una narrativa cohesiva. Exploran el tema del exilio y el hogar, de la falta de vínculos —espirituales o físicos— del ser humano con comunidad alguna. Martínek concluye que, para el nómada global, el concepto de retorno es una «noción imposible». Citando palabras del propio autor:

El regreso es mucho más duro que la partida. La partida era un acto instantáneo facilitado por la fealdad y la aversión, pero también por lo desconocido y la ilusión. En cambio, el retorno requiere de gran fortaleza y paciencia.

## Obras
- Linka č. 2 (1986)
- Představení (1986)
- Tipp-Ex fluid & jiné idiotexty (1987)
- Persona non grata (1988)
- Errata (1990)
- Quiproquo (1990)
- Palubní nokturnal (1990)
- Mys dobré beznaděje (1994)
- Nomad’s land (1994)
- Palimpsest (1996)
- Mimochodem (2000)
- Opilost z hloubky (2000)
- Mezi polednem a půlnocí (2001)
- Dlouhá partie biliáru (2004)
- Mezi továrníky (2008)
- Mýtus o Lynkeovi (2009)
- Otrava krve (2009)
- Muškátový oříšek (2012)
- Let želvy (2013)